# 持田香織
持田 香織（もちだ かおり、1978年3月24日 - ）は、日本の女性シンガーソングライター。Every Little Thingのボーカリスト。旧芸名は『持田かおり』。
東京都江東区亀戸出身。血液型はA型。愛称は「もっちー」、「もっち」、「かおりん」、「だもきち」など。甥と姪からは「かっか」、Every Little Thing元メンバーの五十嵐充からは「かんちゃん」という愛称で呼ばれている（五十嵐のブログより）。

## 来歴

### Every Little Thing結成前
子役としてテレビCMや雑誌モデルなどで活動した。小学校では一輪車クラブに参加し、一輪車で登下校していた。高校はバトントワリング部で活動した。森尾由美は高校の先輩にあたる。
その後、『持田 かおり』名義で『週刊ヤングマガジン』が公募したアイドルグループ・黒BUTAオールスターズの第2期メンバーとして芸能界入りし、テレビ東京系列の『黒BUTA天国』に出演した。1993年（平成5年）7月10日に同グループ名義のシングル「あなたにお願い申し上げます。」でCDデビューを果たす。後にシングル『もう一度』（テイチク）でソロデビューするもヒットに恵まれず、学業に専念する。「もう一度」はブレイク後の1998年（平成10年）6月に再発売した。
1992年（平成4年）には第6回全日本国民的美少女コンテストに出場するも、予選で敗退。
『Every Little Thing』として『HEY!HEY!HEY! MUSIC CHAMP』に出演した際、持田が子役時代に出演した第一家庭電器のCMが放送された。アイドル時代のことについて語る場合も散見される。

### Every Little Thing発足
1995年（平成7年）、「エイベックス・ディー・ディー」（現エイベックス・グループ・ホールディングス）のディレクターに五十嵐充を紹介された。五十嵐は、同社の制作子会社「プライム・ディレクション」のレコーディングスタジオ「プライム・サウンド・スタジオ青山」の電話番のアルバイトをしながら、音楽プロデューサーを志し、音楽創作を続けていた。週末にスタジオ勤務を終えた五十嵐と、五十嵐の作詞、作曲、編曲、プログラムした曲に歌を入れ、デモテープを作り続けた。
当初、持田はソロでデビューする予定だったが、持田は高校卒業が目前に迫っており、松浦勝人の勧めもあって高校卒業後に五十嵐と2人のユニットでデビューする予定となった。五十嵐が楽曲にギターの音が欲しくなったことと心細さから、かつて共にバンドを組んでいた伊藤一朗を入れたいと松浦に打診し、了承を得て、3人組のユニットとしてデビューすることが決まり、持田と伊藤はデビューの1か月前に初めて会った。『Every Little Thing』は、1996年（平成8年）8月7日に「Feel My Heart」でCDデビューを果たす。

### Every Little Thing発足後
持田単独でテレビCMに出演し、タイアップしたELTの楽曲（詳細は当該項参照）がBGMに使用されている。
1998年（平成10年）以降、企画アルバムでソロ楽曲を発表。おおはた雄一やDragon Ashなどのアーティストと共演した。
2003年（平成15年）にフォト・エッセイ『ミドリノヘイワ』を出版。
2004年（平成16年）10月20日に、尊敬する井上陽水のプロデュースにより「持田香織 produced by 井上陽水」名義で、ソロとしては11年ぶりのシングル「いつのまにか少女は」（作詞・作曲：井上陽水）を発売。オリジナルは1973年（昭和48年）3月の井上陽水「夢の中へ」のカップリング曲。トリビュート・アルバム『YOSUI TRIBUTE』にも収録。
2006年（平成18年）3月24日に発売された綾瀬はるかのデビュー曲「ピリオド」で小林武史と共に作詞を担当した。
2007年（平成19年）3月14日に発売された中島美嘉の4thアルバム『YES』収録曲「GOING BACK HOME」の作詞を担当。
2008年（平成20年）6月25日に発売されたバンド・DREAMS COME TRUEのシングル「MERRY-LIFE-GOES-ROUND/TRUE, BABY TRUE.」に収録した「MERRY-LIFE-GOES-ROUND」のPVに女優として出演。
2009年（平成21年）1月28日に、約4年3か月ぶりに自身3枚目となるソロシングル「雨のワルツ」（「持田香織とSAKEROCK」名義）をリリースし、ソロ活動を本格的に開始。3月に田島貴男とCaocaoを結成し、フィンガー5の「個人授業」をカバーして映画『おっぱいバレー』の主題歌に採用。
2012年（平成24年）6月6日にリリースされた「美しき麗しき日々」は、日本テレビ系ドラマ『クレオパトラな女たち』の主題歌で、ソロでは初のドラマ主題歌に抜擢された。
2015年（平成27年）7月26日、三重県桑名市のナガシマスパーランドで開催された「TOKAI SUMMIT」のステージにおいてスポーツトレーナーの一般人男性との婚約を報告し、8月8日に婚姻届を提出した。
2019年（平成31年）3月から4月にかけて、ソロ活動10周年を記念した全国ツアー『KRASYS presents 持田香織10周年記念コンサートツアー2019「てんとてん」』を開催。
2022年（令和4年）3月16日、前年末に第1子を出産したことが報じられ、所属事務所はその報道について事実であることを認めた。

## 五十嵐充との関係
- 五十嵐は、作曲・編曲及びプロデュース活動に専念するために脱退したと発表したが、持田と伊藤の2人体制になってからもELTのコンサートへ出掛けているとブログに記しており交流は続いている。
- 2008年に『SONGS』に出演した際、8thシングル「Time goes by」について持田は「当時（19歳から20歳の頃）はまだ歌詞の意味を（深く）理解しないで歌っていた」と語った。
- 五十嵐がELTを脱退して9年後となる2009年、36thシングル「DREAM GOES ON」（9月23日発売）で五十嵐がサウンドプロデューサーとして作曲・編曲を担当し、作詞は持田香織、カップリングの「spearmint」の作詞は五十嵐自身が担当した。その後の11月18日に発売した37thシングル「冷たい雨」でも同様の体制を取った。
- 2009年8月23日のa-nation'09で「DREAM GOES ON」を演奏する際に、持田は「何年ぶりになるんでしょう。やり続けていると素敵な再会がまたあるんだなと感じております。」と五十嵐を紹介してELTのステージで共演した。
- 2010年3月28日にMEETツアー最終日の東京公演で、サプライズゲストで参加した五十嵐がケーキを持ち込んで持田を驚かせた。

## 人物像

### 身体、特徴
身長160センチメートル (cm)、体重43キログラム、スリーサイズはバスト78cm、ウエスト58cm、ヒップ80cmである。両手全10指の第一関節だけを曲げることが出来る。歯磨きの際は舌も磨く。首を鳴らしたり、しかめっ面をする癖がある。

### 交友
- aiko、綾瀬はるか[注 2]、新垣結衣、イモトアヤコ、東風万智子、坂井真紀、原沙知絵、堂本剛、メガマソ、中島美嘉、中山エミリ、矢井田瞳、YUKIなど、交友関係が幅広い。

### 趣味・嗜好
- 尊敬するアーティストはYUKI（元JUDY AND MARY）。姉の影響で松田聖子の歌声のファンになり、カラオケに行くと「制服」や「いちご畑でつかまえて」などをよく歌うと歌番組などで公言している。
- ボウリングと水泳を愛好しており、水泳はEvery Little Thingとしてデビューしてから始めて昨今はトレーナーの指導を受けている。
- 知人のフードコーディネーターから手ほどきを受けて調理上手となり、自分のノートにオリジナルメニューを書き溜めている。腕前を『うたばん』などで披露し、『HEY!HEY!HEY!』で「得意な料理は何か?」と問われて中華料理ばかりを挙げ、司会のダウンダウンから「中華ばっかりやん!」と突っ込まれた。月に1回料理教室へ通っている。
- イチゴが好物で、特に福岡県産の「あまおう」を好む。
- 漫画は井上雄彦の作品などを好む
- プライベートでフォルクスワーゲンを運転する。20歳で自動車免許を取得してから一貫してフォルクスワーゲン・ゴルフに乗ってきたと語る[7]。

### 人柄、仕事
- テレビ出演時などでは物静かだが、ライブでは観客を力強く鼓舞する。
- 主に作詞を担当するが、14thシングル「sure」で初めてEvery Little Thing名義として作曲した。4thオリジナルアルバム『4 FORCE』では初めて単独で作曲した楽曲が収録され、以降7thアルバム『Crispy Park』までに1曲は本人作曲の曲が収録されている。自身のソロ作品ではほとんどの楽曲を作曲している。
- 現地時間2014年12月14日、ハワイホノルルマラソンに初挑戦。途中、雨や強風など、コンディションは決してよくないながらも、フルマラソン初参加で6時間40分台で完走した[8]。

## ディスコグラフィ

### シングル
| 枚   | 通算 | 発売日                                | タイトル                        | 規格品番               | 規格品番               | オリコン 最高位 | 初収録アルバム |
| 枚   | 通算 | 発売日                                | タイトル                        | DVD付属盤              | 通常盤                 | オリコン 最高位 | 初収録アルバム |
| ---- | ---- | ------------------------------------- | ------------------------------- | ---------------------- | ---------------------- | --------------- | -------------- |
| ※    | 1    | 1993年11月5日 1998年6月17日（再発盤） | もう一度                        |                        | TEDN-309 （再発盤）    | 14位            |                |
| ※    | 2    | 2004年10月20日                        | いつのまにか少女は              | AVCD-30638             | 15位                   | YOSUI TRIBUTE   |                |
| 1st  | 3    | 2009年1月28日                         | 雨のワルツ                      | AVCD-31569/B           | AVCD-31570             | 11位            | moka           |
| 2nd  | 4    | 2009年7月29日                         | 静かな夜/weather                | AVCD-31650/B           | AVCD-31651             | 20位            | moka           |
| ※    | 5    | 2010年8月6日                          | green/アカシア                  |                        | NEOBK-798308           | -               | NIU            |
| 3rd  | 6    | 2011年4月20日                         | to                              | AVCD-48036/B           | -                      | 26位            | manu a manu    |
| 4th  | 7    | 2012年5月9日                          | めぐみ/悲しいときも嬉しいときも | AVCD-48428/B           | AVCD-48429             | 24位            | manu a manu    |
| 5th  | 8    | 2012年6月6日                          | 美しき麗しき日々                | AVCD-48445/B           | AVCD-48446             | 29位            | manu a manu    |
| 配信 | 9    | 2012年7月18日                         | ハピネス                        | デジタル・ダウンロード | デジタル・ダウンロード | -               |                |
| 配信 | 10   | 2015年9月16日                         | 少しだけ                        | デジタル・ダウンロード | デジタル・ダウンロード | -               |                |
| 配信 | 11   | 2019年10月8日                         | まだスイミー                    | デジタル・ダウンロード | デジタル・ダウンロード | -               | せん           |
| 配信 | 12   | 2020年4月13日                         | ジャスミン                      | デジタル・ダウンロード | デジタル・ダウンロード | -               | せん           |
| 配信 | 13   | 2024年9月6日                          | {siesta}/Reincarnation          | デジタル・ダウンロード | デジタル・ダウンロード | -               |                |

#### コラボレーション・シングル
| 枚  | 発売日       | タイトル | ユニット名 | 規格品番   | 規格品番   | オリコン 最高位 |
| 枚  | 発売日       | タイトル | ユニット名 | DVD付属盤  | 通常盤     | オリコン 最高位 |
| --- | ------------ | -------- | ---------- | ---------- | ---------- | --------------- |
| 1st | 2009年4月8日 | 個人授業 | Caocao     | AVCD-31609 | AVCD-31610 | 22位            |

### アルバム

#### オリジナル・アルバム
| 枚  | 発売日        | タイトル    | 規格品番     | 規格品番   | オリコン 最高位 |
| 枚  | 発売日        | タイトル    | DVD付属盤    | 通常盤     | オリコン 最高位 |
| --- | ------------- | ----------- | ------------ | ---------- | --------------- |
| 1st | 2009年8月12日 | moka        | AVCD-23900/B | AVCD-23901 | 9位             |
| 2nd | 2010年8月25日 | NIU         | AVCD-38132/B | AVCD-38133 | 10位            |
| 3rd | 2012年8月1日  | manu a manu | AVCD-38502/B | AVCD-38503 | 19位            |

#### ミニ・アルバム
| 枚  | 発売日        | タイトル   | 規格品番     | 規格品番   | オリコン 最高位 |
| 枚  | 発売日        | タイトル   | DVD付属盤    | 通常盤     | オリコン 最高位 |
| --- | ------------- | ---------- | ------------ | ---------- | --------------- |
| 1st | 2019年2月27日 | てんとてん |              | AVCD-96210 | 68位            |
| 2nd | 2021年6月23日 | せん       | AVC1-96713/B | AVCD-96712 | 53位            |

### 参加作品
| 発売日         | 商品名                                      | 歌 | 楽曲                                        | 備考                                                                    |
| -------------- | ------------------------------------------- | --- | ------------------------------------------- | ----------------------------------------------------------------------- |
| 1998年11月26日 | avex THE ALBUM                              | 持田香織 | 「きよしこの夜 (Accapella Gospel Version)」 |                                                                         |
| 2002年1月23日  | Various Artists featuring song+nation       | 持田香織 | 「in case of me」                           |                                                                         |
| 2002年3月6日   | song+nation 2 -trance-                      | 持田香織 | 「in case of me (tatsumaki remix)」         |                                                                         |
| 2004年11月10日 | YOSUI TRIBUTE                               | 持田香織 | 「いつのまにか少女は」                      | 井上陽水のカヴァー                                                      |
| 2006年3月8日   | ふたつの朝                                  | おおはた雄一 | 「ふたりの音楽」                            | フィーチャーヴォーカル参加                                              |
| 2007年9月5日   | The Best of Dragon Ash with Changes Vol.2   | Dragon Ash feat. Kaori Mochida | 「wipe your eyes」                          | フィーチャーヴォーカル参加                                              |
| 2008年9月10日  | Music From The Magic Shop（初回生産限定盤） | おおはた雄一 | 「あたらしい朝」                            | フィーチャーヴォーカル参加                                              |
| 2010年5月12日  | 松本隆に捧ぐ -風街DNA-                      | 持田香織 | 「空いろのくれよん」                        | はっぴいえんどのカヴァー                                                |
| 2011年6月15日  | pianona                                     | 中島ノブユキ | 「Pocket」                                  | フィーチャーヴォーカル参加                                              |
| 2014年4月16日  | 明日笑っていられるように                    | 東京プリンとたいせつな仲間たち | 「明日笑っていられるように」                | ゲストボーカル参加                                                      |
| 2014年6月4日   | レシキ                                      | レキシ feat. もち政宗 | 「キャッチミー岡っ引きさん」                | ゲストボーカル参加                                                      |
| 2016年2月24日  | MIKA NAKASHIMA TRIBUTE                      | 持田香織とCINEMA dub MONKS | 「FIND THE WAY」                            | 中島美嘉のカヴァー                                                      |
| 2021年2⽉15⽇  | My Hero ～奇跡の唄～                        | ISSA、 大野雄大&花村想太、尾崎裕哉、河村隆一、木山裕策、鬼龍院翔、KEIKO、倖田來未、サンプラザ中野くん、鈴木亜美、新羅慎⼆、HIKAKIN & SEIKIN、ピコ太郎、hitomi、Beverly、FANTASTICS from EXILE TRIBE、松浦航大、Miracle Vell Magic、持田香織、YU-KI、YUKA、 LECこども合唱団、Hinata、小児がんを経験され克服した子供たち、エイベックス・アーティストアカデミー生 | 「My Hero ～奇跡の唄～」                    | 小児がん治療支援チャリティーライヴ『LIVE EMPOWER CHILDREN』テーマソング |

### 楽曲提供
- ピリオド / 綾瀬はるか - 作詞（小林武史との共作）
- サライの風 / MAY - 作詞
- GOING BACK HOME / 中島美嘉（『YES』収録曲） - 作詞（中島美嘉本人がオファーして実現した）
- ソラソラヲ / タッキー&翼 (『TRIP & TREASURE TWO』収録曲) - 作詞・作曲

### 未発表曲
テレビCMでオンエア、ライブ（他のアーティストのライブへのゲスト出演を含む）やイベントで披露されたCD未発売の楽曲について記述する。
- Daydream Believer
THE MONKEESのカバー。スペースシャワーTV開局20周年を記念して制作された持田出演のステーションID（放送局のメッセージを視聴者に伝えるイメージスポット映像）で歌っている。2009年7月20日に福岡・天神イムズ内イムズホールで行われたプレミアムライブ『SPACE SHOWER TV 20th Anniversary × J:COM 福岡 present 持田香織 PREMIUM LIVE supported by IMS』で披露。
- 僕が言える事のすべて / FLYING KIDS with 持田香織
2009年11月21日に赤坂BLITZで行われたFLYING KIDSのライブ『FLYING KIDS PRESENTS “ファンタじゃないよ、ファンクだよ！ソウル込めますノーベンバー！”』にゲスト出演し披露。
- Don't Wait Too Long
2011年12月20日に恵比寿 ザ・ガーデンホールで行われた『L'ULTIMO BACIO Anno '11』で披露。

## ツアー・コンサート

### ツアー
- 持田香織 first solo tour "NIU"
アルバム『NIU』を引っさげた最初のツアー。全4公演。
- 持田香織 Concert Tour 2012 〜manu a manu〜
アルバム『manu a manu』を引っさげた2度目のツアー。全3公演予定。*8/10,14/10追加公演決定*
- 持田香織10周年記念コンサートツアー2019「てんとてん」
  - 2019年3月15日 新潟LOTS
  - 2019年3月17日 BLUE LIVE広島
  - 2019年3月23日 横浜ランドマークホール
  - 2019年3月24日 沖縄桜坂セントラル
  - 2019年3月30日 名古屋インターナショナルレジェンドホール
  - 2019年4月6日 梅田クラブクアトロ
  - 2019年4月9日 福岡イムズホール
  - 2019年4月14日 仙台PIT
  - 2019年4月20日 ヒューリックホール東京

### 単発公演
- 「雨のワルツ」インストアライブ（2009年1月31日、タワーレコード新宿店）
- FM802 HOLIDAY SPECIAL DHC presents MY GIFT TO YOU 持田香織 スペシャル・アコースティックライブ（2009年2月11日、タワーレコード梅田NU茶屋町店）
シングル「雨のワルツ」購入者に先着で入場券が配布された。
- SPACE SHOWER TV 20th Anniversary × J:COM 福岡 present 持田香織 PREMIUM LIVE supported by IMS（2009年7月20日、イムズホール）
- 持田香織 Concert 2018（2018年8月18日、東京キネマ倶楽部）
- 持田香織 Premiun Christmas Dinner Show 2018（2018年12月18日、名古屋マリオットアソシアホテル）

### イベント・ミュージックフェスティバル
- 音霊 OTODAMA SEA STUDIO 2009 〜5周年〜（2009年7月16日）
- collect point×GOODROCKS! SPECIAL TALK SHOW Vol.1（2009年7月19日、Collect point原宿店・店舗前特設スペース）
- 赤い風船 東京ディズニーリゾートへの旅 LOVE FLAP SUMMER SPECIAL（2009年7月22日、レストラン「ムーラン」）
- 美浜海遊祭 MUSIC WAVE 2009 Supported by SUNSHINE SAKAE（2009年8月9日、美浜小野浦海水浴場前「食と健康の館」隣・特設ステージ）
- Slow Music Slow LIVE '09 in 池上本門寺（2009年8月28日、池上本門寺・野外特設ステージ）
- FM OSAKA開局40周年記念プレミアム E∞Tracks LIVE@大阪城ホール（2009年9月5日、大阪城ホール）
- 松本隆作詞活動40周年記念 風街ガラ・コンサート（2010年5月16日、Bunkamuraオーチャードホール）
- α-STATION 19th Anniversary α-Mo'COOL FESTA 2010 Special Live（2010年7月16日、新風館）
- 第21回めいほう高原音楽祭 -SUMMER FES in MEIHO-（2010年8月1日、めいほう高原野外音楽堂ソノラシアター）
- 金沢城オペラ祭 THE地球LIVE 2010（2010年8月12日、金沢城公園三の丸広場）
- フジテレビ お台場合衆国「めざましライブ」（2009年8月27日、お台場合衆国HAPPYスタジアム）
- Slow Music Slow LIVE '10 in 池上本門寺（2010年8月28日、池上本門寺・野外特設ステージ）
- DOCOMO CONCERT×J-WAVE GROW GREEN PROJECT（2010年9月4日、六本木ヒルズアリーナ）
- Slow Music Slow LIVE '11 in 池上本門寺（2011年8月26日 - 28日、池上本門寺・野外特設ステージ）
- L'ULTIMO BACIO Anno '11（2011年12月20日、恵比寿 ザ・ガーデンホール）
- 東京ホタル TOKYO HOTARU FESTIVAL 2012（2012年5月6日、隅田川テラス）
- 道との遭遇ヒガシトーキョー音楽祭 Vol.2（2012年5月12日、上野恩賜公園野外ステージ）
- ap bank fes '12 Fund for Japan（2012年7月15日、つま恋）
- Slow Music Slow LIVE '12 in 池上本門寺（2012年8月25日、池上本門寺・野外特設ステージ）
- &PETS project 【HAPPY MUSIC FESTA】 2012 vol.3 〜Toward ZERO〜（2012年9月9日、恵比寿 ザ・ガーデンホール）
- 若草山 MUSIC FESTIVAL 2012（2012年9月16日、若草山麓特設ステージ）
- Slow Music Slow LIVE '13 in 池上本門寺 （2013年8月23日 - 2013年8月25日、池上本門寺・野外特設ステージ）
- Slow Music Slow LIVE '14 in 池上本門寺 （2014年8月29日 - 2013年8月31日、池上本門寺・野外特設ステージ）
- ザンジバルナイト2014（2014年10月12日、新木場STUDIO COAST）
- 水谷千重子キーポンシャイニング歌謡祭2017（2017年5月3日 NHK大阪ホール）
- JBA 3×3「JAPAN TOUR」（2017年8月14日、博多 - 8月19日〜20日 浅草）
- 風街前夜祭2017（2017年10月5日、恵比寿ザ・ガーデンホール）
- The Covers' Fes. 2017（2017年10月12日、NHKホール）
- GO OUT JAMBOREE 2018（2018年4月15日、富士山麓ふもとっぱら）
- 東京スカイツリー®クリスマスラブソングライブ（2018年12月21日、東京スカイツリー天望デッキ）
- ザンジバルナイト2019（2019年3月2日、中野サンプラザ）
- Slow LIVE '19 in 池上本門寺（2019年8月31日、池上本門寺）
- 七夕スカイランタン祭り2019（2019年7月7日、東京ドイツ村）
- Slow LIVE '19 in 金沢（2019年9月21日、北國新聞赤羽ホール）
- Slow LIVE '19 in 軽井沢（2019年9月22日、軽井沢大賀ホール）
- GO OUT CAMP vol.15（2019年9月27日、富士山麓ふもとっぱら）
- HAKONEIRO 2019（2019年10月5日、桃源台つどいの原っぱ）
- 夜空と月のメロディPlanetarium LIVE（2019年10月5日、横浜こども科学館）
- 大宮エリーの音楽と朗読とおしゃべりの「虹のくじら」（2019年12月2日、草月ホール）
- MONOGATARI LIVE 2020（2020年10月24日、直方リバーサイドパーク）
- 熊本城ホール開業1周年記念! 浜崎貴司 GACHIスペシャル（2021年2月7日、熊本城ホール）

## ラジオ出演
- 知って肝炎プロジェクト "Letter Songs" - パーソナリティ（JFNフルネット、2012年10月6日 - ）

## テレビ出演

### バラエティ・トーク番組
- 恋愛マスター（TBS、2002年10月 - 2003年3月）

### 教養番組
- お宝!バックヤードハンター!!（NHK総合、2015年9月21日） - バックヤードハンター（MC）

## CM
- ショウワノート おにかいさん（1985年）
- 第一家庭電器 歳末ビッグセール（1985年）
- 丸八真綿 （高見山大五郎と共演、1985年）
- バンダイ 歌って点太くん（1987年） - このCMは、ご本人がテレビ番組に出演する際、ネタにされるらしい。
- エスエス製薬 アクアクア（1994年）（黒BUTAオールスターズ時代）
- TDK CDing・MD（1996年・Every Little Thingとして出演）
- 森永製菓 ICE BOX（1997年 - 1998年）
- 資生堂 シーブリーズ（1998年）
- トヨタ自動車 ハイラックスサーフ（1998年 - 2000年）
- 資生堂 ヌーブ（1999年）
- ダイドードリンコ Ti-Ha（2000年）
- Gateway Solo 3300（2000年）
- 資生堂 MA CHERIE（2000年）
- カネボウ プロスタイル（2001年 - 2002年）
- ノーベル製菓 はちみつきんかんのど飴（2002年 - 2005年）
- ニベア花王 アトリックス（2003年 - 2005年）
- 東芝 vodafone V601T（2004年）
- 三井住友カード SMCCローンカード「エブリ」（2007年）
- サッポロビール 「サッポロ 冬物語」（2007年）
- 佐藤製薬 「BION3」（2008年）
- スペースシャワーTV 「開局20周年特別CM」（2009年）
- クラシエ薬品 「カンポウ専科・かぜ薬シリーズ」（2011年 - 2013年）
- トヨタ自動車 アイシス（2011年）
- ソフトバンクモバイル「白戸家」（2012年 - 2013年、Every Little Thingとして出演）
- 江崎グリコ「みんなに笑顔を届けたい。冬篇」（2012年）
- サッポロビール サッポロ ドラフトワン（2012年）
  - 「歌うタンブラー篇」
  - 「夏祭り篇」
- 日本メナード化粧品 フェアルーセント薬用ホワイター（2012年 - 現在）
- バレンタインジャンボ宝くじ（2018年、役所広司と共演）
- ショップジャパン「スクワット マジック」（2019年）
- 千寿製薬 NewマイティアCLスタンダードシリーズ 「すずアニメ 篇」 （2020年、歌のみの出演）

## その他の出演
- DREAMS COME TRUE「MERRY-LIFE-GOES-ROUND」（2008年）
女優としてPVに出演。一部ではあるが、歌唱するシーンがあるが演出上のものであるため、CDには収録されていない。

## 著書
- 『Everything Precious―好きになるのは理由（わけ）がある』（1999年、角川書店、ISBN 4-04-883574-2）
- 『ミドリノヘイワ』（2003年、マガジンハウス、ISBN 4-8387-1440-8）
- 『もちだより』（2011年、エンターブレイン、ISBN 978-4-04-727755-7）

## 写真集
- 78 〜ann`e douce（1998年、ワニブックス、ISBN 4-8470-2494-X） 撮影：長峯正幸
- buffo（1999年、集英社、ISBN 4-8342-5204-3） 撮影：YAMAGISHI SHIN